# Een simpel plan
Een simpel plan is een docureeks op één waarin mensen met een avontuurlijk plan worden gevolgd. Luc Haekens en Lise Tieleman van Woestijnvis waren de reporters voor het televisieprogramma.

## Eerste aflevering
In De sledehondenrace worden Dries Jacobs en Sam Deltour gevolgd. Samen reizen ze naar Alaska om deel te nemen aan de Iditarod, een race met honden van 1700 km die twee weken duurt.

## Tweede aflevering
Jan De Cock is een man met een missie. Na zijn vrijwillig verblijf in een zestigtal gevangenissen over de hele wereld, blijft één keiharde vaststelling overeind: de Congolese gevangenis van Butembo tart alle verbeelding. Jan vat het plan op om er een nieuwe, menswaardige gevangenis te bouwen met de hulp van vrijgevige Vlamingen en het plaatselijke Comité de Justice et de Paix. Maar in de gedestabiliseerde Congolese samenleving is dat een bijna onmogelijke opdracht.

## Derde aflevering
In De boot van Brel willen de broers Piet en Staf Wittevrongel het wrak van de Askoy II naar België brengen. Het wrak moest worden opgegraven op een strand in Nieuw-Zeeland. Met de Askoy II vertrok Jacques Brel in 1974 naar de Markiezeneilanden. De zeilen van de boot waren in die tijd gemaakt door zeilmakerij Wittevrongel.

## Vierde aflevering
Marieke Vervoort lijdt aan een progressieve spierziekte en zit daardoor in een rolstoel. Maar ze wil haar passie voor sport niet opgeven en wil zelfs deelnemen aan de Iron Man van Hawaï. Vervoort heeft nog voor de wedstrijd pech met haar materiaal en moet uiteindelijk opgeven omdat ze een te trage tijd had.

## Vijfde aflevering
De Roemeense Mirela Constantin droomt ervan een eigen butlerschool te openen in haar thuisland. Ze laat haar man en dochtertje achter in Antwerpen om een diploma te behalen aan de International Butler Academy in Nederland.

## Zesde aflevering
In deze aflevering wil An De Win gaan werken bij cirque du soleil. Ze gaat in opleiding voor drie maanden in Montreal en hoopt een concract te krijgen voor Alegria. Ze slaagt hierin en begint een vijf jaar lang avontuur met de show.